# Live at Leeds (Serj Tankian e The F.C.C.)
Live at Leeds è il secondo album dal vivo del cantautore statunitense Serj Tankian e del gruppo musicale statunitense The F.C.C., pubblicato l'8 aprile 2022 dalla Serjical Strike Records.

## Tracce
Testi e musiche di Serj Tankian.
1. Empty Walls – 3:52
2. Feed Us – 4:15
3. Lie Lie Lie (feat. Kitty Whately) – 3:22
4. Saving Us – 5:23
5. Baby – 4:06
6. Sky Is Over – 2:47
7. Praise the Lord and Pass the Ammunition – 5:45
8. Jam – 1:36
9. Honking Antelope – 3:57
10. Beethoven's C**t – 5:25
11. The Unthinking Majority – 3:47

## Formazione
- Serj Tankian – voce, chitarra (tracce 4 e 5), tastiera (traccia 9)
- The F.C.C.
  - Dan Monti – chitarra, cori
  - Jeff Mallow – chitarra, cori
  - Mario Pagliarulo – basso, cori
  - Erwin Khachikian – tastiera, cori
  - Troy Zeigler – batteria, cori
- Kitty Whately – voce aggiuntiva (traccia 3)